# Edwin Gyasi
Edwin Gyasi (Ámsterdam, Países Bajos, 1 de julio de 1991) es un futbolista ghanés que juega de centrocampista en el Gandzasar Kapan F. C. de la Liga Premier de Armenia.

## Selección nacional
Es internacional absoluto con la selección de Ghana desde el año 2017.

## Clubes
| Club                  | País           | Año       |
| --------------------- | -------------- | --------- |
| S. C. Telstar         | Países Bajos   | 2010-2011 |
| De Graafschap         | Países Bajos   | 2012      |
| F. C. Twente          | Países Bajos   | 2012-2013 |
| Heracles Almelo       | Países Bajos   | 2013-2015 |
| Roda JC               | Países Bajos   | 2015-2016 |
| Aalesunds FK          | Noruega        | 2016-2018 |
| P. F. C. CSKA Sofía   | Bulgaria       | 2018-2020 |
| F. C. Dallas (cedido) | Estados Unidos | 2019      |
| Samsunspor            | Turquía        | 2020-2021 |
| Boluspor (cedido)     | Turquía        | 2021      |
| Beitar Jerusalén      | Israel         | 2021-2022 |
| F. K. Kukësi          | Albania        | 2022-2023 |
| Aiolikos F. C.        | Grecia         | 2023-2024 |
| Gandzasar Kapan F. C. | Armenia        | 2025-     |